# Fita Benkhoff

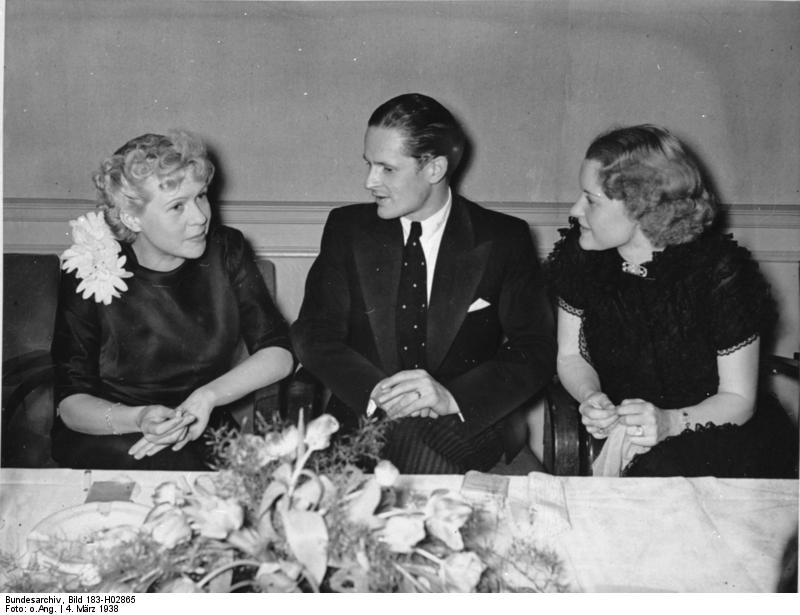
Kameradschaftsabend anlässlich der Tagung der Reichsfilmkammer in der Kameradschaft der Deutschen Künstler in Berlin am 4. März 1938; v.l. Fita Benkhoff, Ewald von Demandowsky und Hilde Krüger, Aufnahme aus dem Bundesarchiv

Frieda Elfriede „Fita“ Benkhoff (* 1. November 1901 in Dortmund; † 26. Oktober 1967 in München) war eine deutsche Bühnen- und Filmschauspielerin.

## Leben
Fita Benkhoff wurde am 1. November 1901 in Dortmund geboren. Sie war das siebte von acht Kindern des Gastwirts Christian Alex Gustav Benkhoff und seiner Frau Maria Bernardine Marcus. Die Eltern betrieben das Walhalla, eines der größten Amüsieretablissements in Dortmund. Fita Benkhoff besuchte zunächst das Mädchen-Lyzeum, jobbte danach im Grafenhof ihres Bruders Paul, wurde Zahnarzthelferin und war dann Telefonistin in einer Handelsfirma. In dieser Zeit nahm sie heimlich Schauspielunterricht bei Emil Bender. Im Jahr 1924 wurde sie Volontärin am Stadttheater Dortmund und war in der Rolle des Pagen im Don Carlos zu sehen. Es folgten Auftritte als Puppenkönigin in Suse Schmutzfinks Abenteuer, als Recha in Nathan der Weise und schließlich als Tschang-Haitang im Kreidekreis. Sie wechselte nach Lübeck, wo sie unter anderem das Gretchen in Faust, die Desdemona in Othello und die Heilige Johanna im gleichnamigen Stück spielte. Von Lübeck ging sie nach Düsseldorf zum Ensemble von Louise Dumont. Von dieser als „unser Madönnchen mit der reinen Ausstrahlung“ bezeichnet, wurde sie in entsprechenden Rollen besetzt. Es folgten weitere Engagements in Breslau und Wien.
Im Jahr 1933 trat sie erstmals in einer kleinen Rolle in dem Streifen Der streitbare Herr Kickel auf. Als bei der UFA eine Rolle als komische Alte im Film Die Medaille frei war, bewarb sich Fita Benkhoff kurz entschlossen darum. Diese Rolle begründete ihren Ruf als Komikerin und sie erhielt in Folge viele ähnlich gelagerte Rollen. Ihr erster großer Auftritt im Film war die Dienerin Andria in der Verfilmung von Amphitryon, es folgten Opernball, Schwarzer Jäger Johanna und etliche Gesellschaftskomödien. Dabei hatte Fita Benkhoff fast ausschließlich Nebenrollen, meist spielte sie beste Freundin, Tante oder die Mutter der Hauptdarstellerin. Neben Grethe Weiser galt sie als eine der komischsten Nebendarstellerinnen des deutschen Films. Eine ihrer wenigen Hauptrollen hatte sie neben Karl Schönböck 1944 in dem Lustspielfim Ich hab’ von dir geträumt. Parallel zu ihrer Arbeit beim Film spielte sie weiterhin Rollen an der Volksbühne Berlin und am Deutschen Theater. Hier feierte sie als Klara in Hebbels Maria Magdalena ihren größten Bühnenerfolg. Sie stand 1944 in der Gottbegnadeten-Liste des Reichsministeriums für Volksaufklärung und Propaganda.
Nach dem Zweiten Weltkrieg ging sie nach Hamburg, wo sie zunächst am Schauspielhaus auftrat. Sie erhielt auch wieder Rollen im Film, so 1949 als Mutter Wolffen in der DEFA-Verfilmung des Biberpelz’. Sie kehrte aber wieder zum komischen Fach zurück und war 1955 in einer Hauptrolle in Drei Mädels vom Rhein zu sehen. Weitere Rollen hatte sie unter anderem in In München steht ein Hofbräuhaus, Die Diebin von Bagdad, Die Frauen des Herrn S., Pension Schöller, Wenn abends die Heide träumt, Auf der Reeperbahn nachts um halb eins, Raub der Sabinerinnen und Wenn der Vater mit dem Sohne. Daneben trat sie auch noch am Theater auf, unter anderen in Berlin am Hebbel-Theater.
Für eine Schauspielerin ungewöhnlich, unterzeichnete Fita Benkhoff in den 1950er Jahren eine Petition gegen die damals geplante und später vollzogene, die Bevölkerung Deutschlands jedoch polarisierende Wiederbewaffnung. Nach dem Tode ihres Mannes, des Kaufmanns Wilhelm Strom, im Jahr 1957 zog sie aus ihrem Haus in Berg in eine Wohnung in München. Sie begann zu malen. Im Kino sah man sie weiterhin in zahlreichen Rollen.
Ihre letzte Rolle spielte sie 1967 im Theater an der Leopoldstraße in der schwarzen Komödie Arsen und Spitzenhäubchen.
Insgesamt wirkte Fita Benkhoff in 113 Filmen mit. Sie stand oft an der Seite berühmter Kollegen, darunter auch Heinz Rühmann und Hans Albers. Im Jahr 1967 wurde sie mit einem Bambi ausgezeichnet.
Fita Benkhoff starb am 26. Oktober 1967 im Alter von 65 Jahren in München nach einer kurzen, schweren Krankheit. Beerdigt wurde sie in der Familiengruft auf dem Südwestfriedhof Dortmund.

## Filmografie (Auswahl)
- 1933: Der streitbare Herr Kickel
- 1933: Ein Mädel wirbelt durch die Welt
- 1933: Mutter und Kind
- 1934: Gold
- 1934: Schachmatt
- 1934: Lottchens Geburtstag
- 1934: Die rosarote Brille
- 1934: Ein Kind, ein Hund, ein Vagabund
- 1934: Die kleinen Verwandten
- 1934: Schwarzer Jäger Johanna
- 1935: Die Werft zum grauen Hecht
- 1935: Amphitryon – Aus den Wolken kommt das Glück
- 1935: Henker, Frauen und Soldaten
- 1935: Der Ammenkönig
- 1936: Boccaccio
- 1937: Petermann ist dagegen
- 1937: Kapriolen
- 1937: Heiratsschwindler
- 1938: Diskretion – Ehrensache
- 1938: Lauter Lügen
- 1939: Die goldene Maske
- 1939: Opernball
- 1940: Casanova heiratet
- 1940: Ihr Privatsekretär
- 1940: Das Fräulein von Barnhelm
- 1941: Immer nur Du
- 1941: Frau Luna
- 1942: Meine Freundin Josefine
- 1944: Ich hab’ von dir geträumt
- 1945: Der Scheiterhaufen
- 1949: Krach im Hinterhaus
- 1949: Der Biberpelz
- 1950: Taxi-Kitty
- 1950: Melodie des Schicksals
- 1950: Kein Engel ist so rein
- 1951: In München steht ein Hofbräuhaus
- 1951: Hilfe, ich bin unsichtbar!
- 1951: Die Frauen des Herrn S.
- 1951: Durch Dick und Dünn
- 1952: Die Diebin von Bagdad
- 1952: Pension Schöller
- 1952: Wenn abends die Heide träumt
- 1952: Tanzende Sterne
- 1953: Von Liebe reden wir später
- 1953: Fanfaren der Ehe
- 1953: Muß man sich gleich scheiden lassen?
- 1953: Das singende Hotel
- 1954: Auf der Reeperbahn nachts um halb eins
- 1954: Maxie
- 1954: Fräulein vom Amt
- 1954: Raub der Sabinerinnen
- 1955: Drei Mädels vom Rhein
- 1955: Der Himmel ist nie ausverkauft
- 1955: Wenn der Vater mit dem Sohne
- 1955: Ein Herz voll Musik
- 1956: Opernball
- 1956: Dany, bitte schreiben Sie
- 1956: Wenn wir alle Engel wären
- 1956: Der Bettelstudent
- 1957: Wenn Frauen schwindeln
- 1957: … und die Liebe lacht dazu
- 1957: Familie Schimek
- 1958: Majestät auf Abwegen
- 1958: Ist Mama nicht fabelhaft?
- 1959: Es ist soweit (Durbridge-Sechsteiler)
- 1959: Liebe, Luft und lauter Lügen
- 1959: Ein Sommer, den man nie vergißt
- 1959: Immer die Mädchen
- 1960: Ingeborg
- 1961: Bei Pichler stimmt die Kasse nicht
- 1961: Erinnerst Du Dich?
- 1963: Liebe will gelernt sein
- 1964: Ein Engel namens Schmitt
- 1965: Geisterkomödie
- 1966: Der Raub der Sabinerinnen
- 1967: Frühling in Baden-Baden

## Hörspiele
- 1945: Der Hauptmann von Köpenick (nach Carl Zuckmayer) – Regie: Helmut Käutner
- 1946: Urfaust (nach Johann Wolfgang von Goethe) – Regie: Ludwig Cremer
- 1948: Säuberung in Ithaka – Regie: Hans Quest
- 1952: Das vergnügliche Leben der Doktorin Löhnefink – Regie: Eduard Hermann
- 1952: Faust (nach Johann Wolfgang von Goethe) – Regie: Wilhelm Semmelroth
- 1958: Lauter Engel um Monsieur Jacques – Regie: Heinz-Günter Stamm
- 1959: Der Raub der Sabinerinnen – Regie: Heinz-Günter Stamm
- 1959: Die deutschen Kleinstädter oder Ein Mann kommt in die Stadt (nach August von Kotzebue) – Regie: Heinz-Günter Stamm
- 1960: Romeo und Julia (nach William Shakespeare) – Regie: Friedhelm Ortmann
- 1965: Die gute Partie – Regie: Heinz Dieter Köhler

## Ehrungen
- Aus Anlass des 50. Geburtstages von Adolf Hitler wurde ihr am 20. April 1939 der Titel „Staatsschauspielerin“ verliehen.[3]